# Pauline Sperry
Pauline Sperry (Peabody, 5 de marzo de 1885 - Pacific Grove, 24 de septiembre de 1967) fue una matemática estadounidense.

## Infancia y educación
Nacida en Peabody, Massachusetts, Sperry era hija de dos maestros de escuela: su padre, William Gardner Sperry, también fue ministro congregacional y más tarde se convirtió en presidente de Olivet College. Perry comenzó sus propios estudios de pregrado en Olivet College, pero luego se trasladó a Smith College, donde se graduó en 1906 a los 21 años y fue elegida para formar parte de la sociedad Phi Beta Kappa. Después de dar clases en una escuela privada, regresó a Smith en 1907 para realizar trabajos de posgrado en matemáticas y música, y obtuvo una maestría en música en 1908. Continuó como profesora en Smith hasta 1912, y siguió afiliada a Smith como becaria itinerante hasta 1913.
Sperry comenzó a estudiar en la Universidad de Chicago en 1913 y obtuvo una maestría en matemáticas en 1914. Bajo la dirección de Ernest Julius Wilczynski, su tesis doctoral titulada "Properties of a certain projectively defined two-parameter family of curves on a general surface" (Propiedades de una familia de curvas de dos parámetros definida proyectivamente en una superficie general), se basó en su trabajo como fundador de la escuela estadounidense de geometría diferencial proyectiva. Obtuvo su doctorado en matemáticas y astronomía en 1916 y fue elegida miembro de honor de la sociedad Sigma Xi.

## Trayectoria
Después de un año enseñando nuevamente en Smith, Sperry pasó el resto de su carrera académica en la Universidad de California en Berkeley, a partir de 1917. Cuando fue ascendida a profesora adjunta en 1923, se convirtió en la primera mujer que ocupaba un puesto en la facultad de matemáticas de la universidad. Entre sus alumnos en Berkeley se encontraba el matemático filipino Raymundo Favila. 
En pleno auge del macartismo, la Junta de regentes exigió a los empleados de la universidad que firmaran un juramento de lealtad. Sperry, Hans Lewy y otros que se negaron fueron excluidos de la docencia sin sueldo en 1950. En el caso Tolman v. Underhill, la Corte Suprema de California dictaminó en 1952 que el juramento de lealtad era inconstitucional y reincorporó a quienes se negaron a firmar. Sperry fue readmitida con el título de profesora asociada emérita y posteriormente se le concedieron los salarios atrasados.

## Vida personal
Sperry fue una cuáquera activa y estuvo involucrada en varias causas humanitarias y políticas.